# ناوچه آلیانتی هلند (۱۷۸۸)
ناوچه آلیانتی هلند (۱۷۸۸) (به انگلیسی: Dutch frigate Alliantie (1788)) یک کشتی است. این کشتی  در سال ۱۷۸۸ ساخته شد.